# Songtaew
Een Songtaew, ook wel bahtbus genoemd, is een pick-up waarin achterin banken zijn aangebracht en vaak ook een dak tegen de regen. Ook worden wel grotere vrachtwagens gebruikt. De naam songtaew is afgeleid van de twee (Thai: song) rijen zitplaatsen. In Thailand rijden Songtaews tussen en in veel plaatsen en zijn vaak de enige lokale vormen van goedkoop openbaar vervoer als er geen bussen zijn. De prijs is afhankelijk van de afstand en begint vaak bij 3 baht. Een Tuktuk (Samlor) of bromfietstaxi rijdt daarentegen vaak niet voor minder dan 10 baht.
In veel toeristenplaatsen proberen de songtaewbestuurders wat bij te verdienen door aan de toeristen een vaak dure taxiservice aan te bieden. Dit is voor vele expatriates in Thailand vaak een probleem omdat aan hen dezelfde toeristenprijzen worden gevraagd. Dit terwijl zij doorgaans minder geld te besteden hebben dan de gemiddelde toerist. Het beheersen van een paar woorden Thai voorkomt dit misverstand vaak.